# Simulium yemenense
Simulium yemenense es una especie de insecto del género Simulium, familia Simuliidae, orden Diptera.

## Distribución
Se distribuye por Arabia Saudita y Yemen.

## Taxonomía
Fue descrita científicamente por Crosskey & Garms, 1982.